# Премія «Аніара»

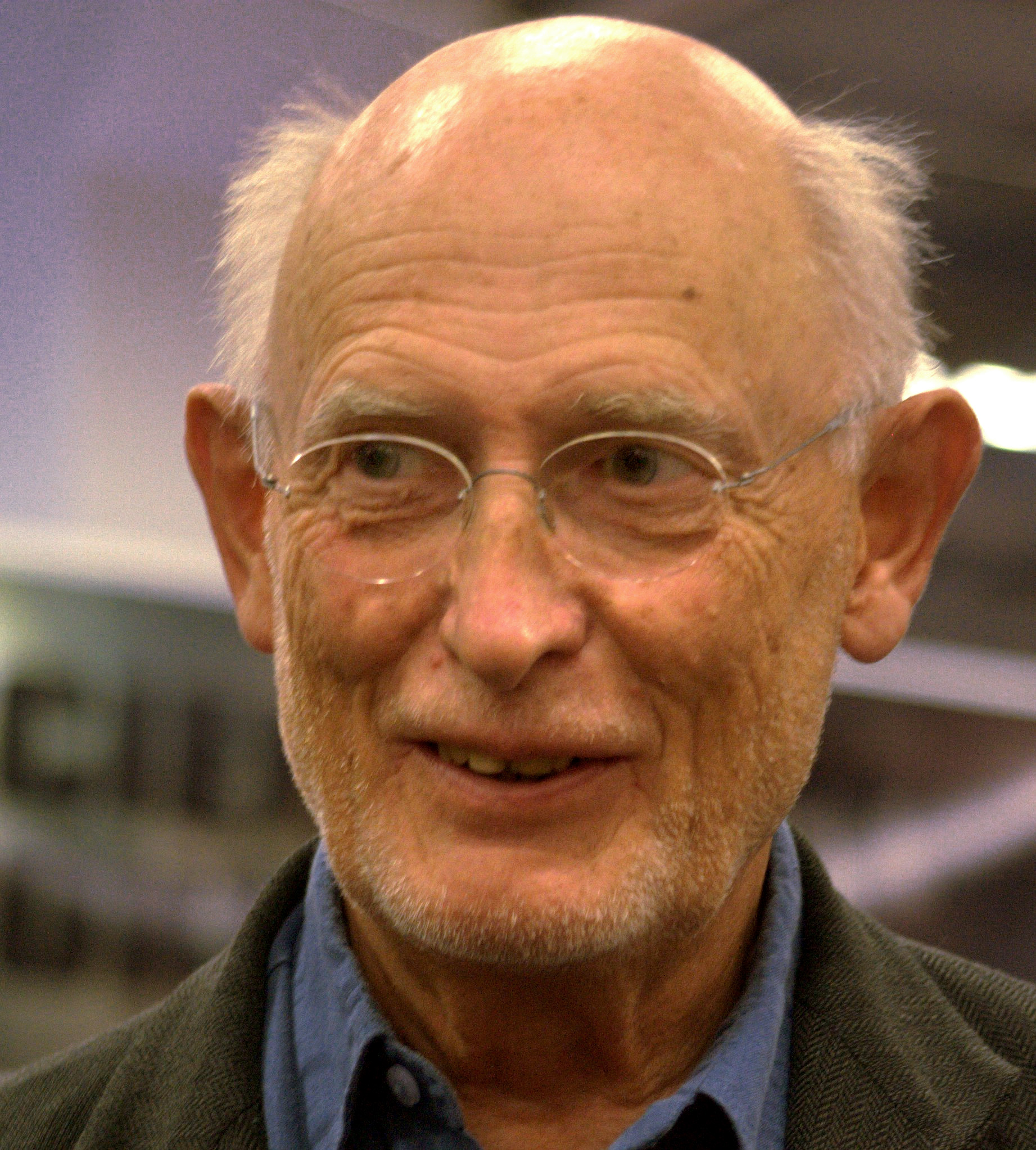
Пер Крістіан Єршильд, лауреат 1974 року

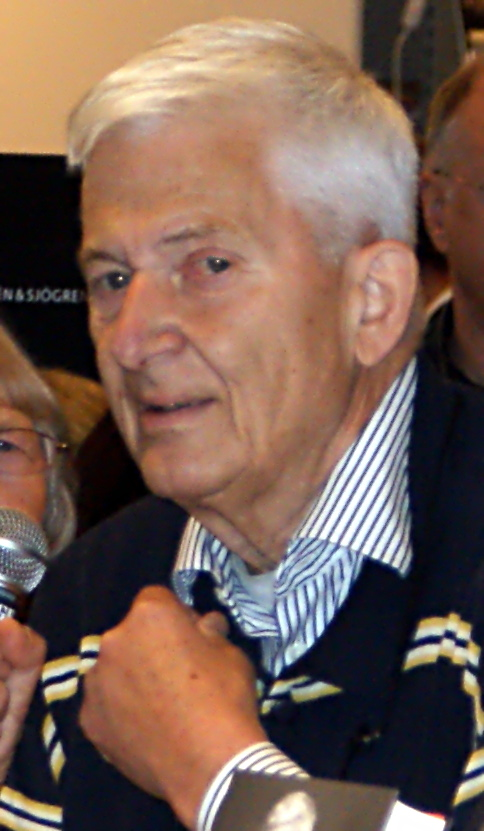
Пер Улоф Енквіст, лауреат 1976 року

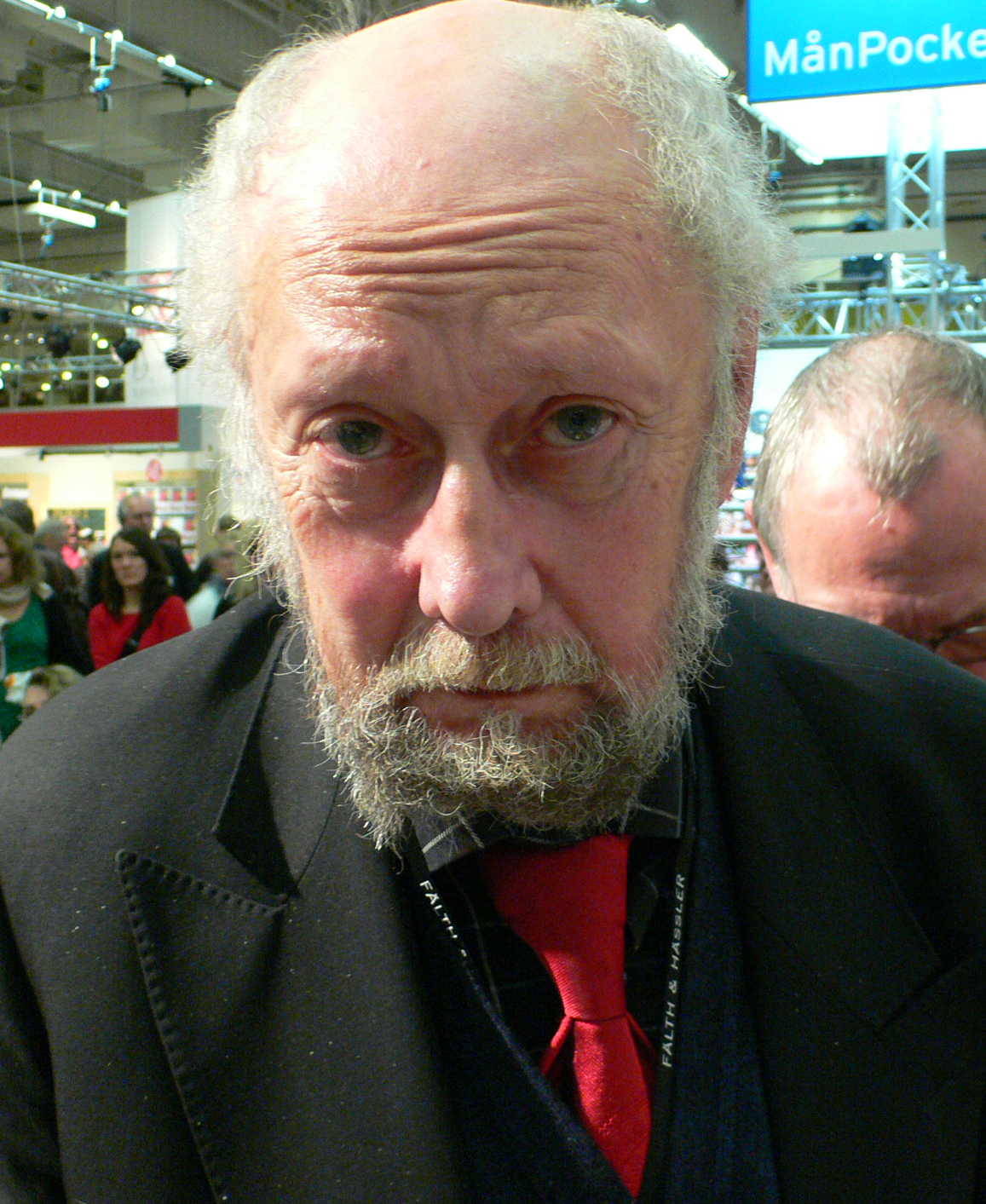
Торґню Ліндґрен, лауреат 1984 року

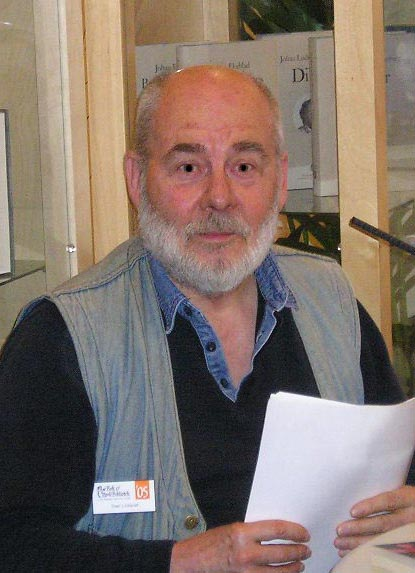
Свен Ліндквіст, лауреат 1993 року

Пре́мія «Аніа́ра» (швед. Aniara-priset) — це шведська літературна нагорода, яку щороку журі (його склад вибирають що два роки) присуджує шведським письменникам, що пишуть для дорослих. Грошовий еквівалент премії, яку на пропозицію Бенґта Гольмстрема у 1974 році заснувало Шведське бібліотечне товариство, становить 50 000 шведських крон. Крім того, переможці одержують скульптурну фігурку Ліннеї Єрпеланд. Назву премії дала поема шведського письменника Гаррі Мартінсона «Аніара».

## Лауреати
- (1974) Пер Крістіан Єрсільд
- (1975) Єран Сунневі
- (1976) Пер Улоф Енквіст
- (1977) Єран Пальм
- (1978) Тура Даль
- (1979) Ларс Арделіус
- (1980) Ерік Бекман
- (1981) Біргітта Троціґ
- (1982) Ларс Нурен
- (1983) Ґуннель Алін і Ларс Алін
- (1984) Торґню Ліндґрен
- (1985) Томас Транстремер
- (1986) Улоф Лагеркранц
- (1987) Єран Тунстрем
- (1988) Карл Веннберг
- (1989) Керстін Екман
- (1990) Ніклас Родстрем
- (1991) Сара Лідман
- (1992) Вернер Аспенстрем
- (1993) Свен Ліндквіст
- (1994) Ева Стрем
- (1995) Бу Карпелан
- (1996) Боділь Мальмстен
- (1997) Віллі Чюрклунд
- (1998) Леннарт Шеґрен
- (1999) Біргітта Стенберг
- (2000) Єспер Свенбру
- (2001) Агнета Плейєль
- (2002) Елсі Юганссон
- (2003) Ларс Ґустафссон
- (2004) Елісабет Рюнелль
- (2005) Моніка Фагергольм
- (2006) Маґнус Флорін
- (2007) Туа Форсстрем
- (2008) Анна-Марія Берглунд
- (2009) Ерік Ерікссон
- (2010) Анн Єдерлунд
- (2011) Крістіан Лундберг
- (2012) Бруно К. Ельєр
- (2013) Юнас Гассен Кемірі
- (2014) Челль Весте
- (2015) Сара Стрідсберг
- (2016) Клаес Андерссон
- 2017: Йоганнес Анюру
- 2018: Ева-Стіна Біггместар
- 2019: Мір'я Унге
- 2020: Ліна Вольфф
- 2021: Томас Тільдольм
- 2022: Ганс Гуннарссон

## Лінки
Сайт «Svensk Biblioteksförening»